# Astragalogia nempe Astragali
Astragalogia nempe Astragali (abreviado Astragalogia) es un libro con ilustraciones y descripciones botánicas que fue escrito por el briólogo, botánico, micólogo, pteridólogo suizo Augustin Pyrame de Candolle y publicado en París en el año 1802 con el nombre de Astragalogia nempe Astragali, Biserrulae et Oxytropidis, nec non Phacae, Colutae et Lessertiae, Historia Iconibus Illustrata.